# 3099 Hergenrother
3099 Hergenrother је астероид главног астероидног појаса са средњом удаљеношћу од Сунца која износи 2,879 астрономских јединица (АЈ).
Апсолутна магнитуда астероида је 11,4.